# Bachmann Károly (építész)
Bachmann Károly (Pancsova, 1845. január 3. – Újpest, 1924. május 25.) magyar építész. Bachmann Károly festőművész édesapja.

## Élete
Életéről kevés adat ismert. Bachman Ferenc és Koller Judit fiaként született. A 19. század második felében működött, néhány bérház tervezése fűződik a nevéhez. Jelentős alkotása az Újpesti Jézus Szíve templom, illetve a lajosmizsei Szent Lajos templom. 1870. október 2-án Pesten, a terézvárosi plébániatemplomban feleségül vette Seeman Emíliát.

## Ismert épületei
- 1873: Mészner-ház, Budapest, Horánszky u. 5.[3][4]
- 1875: Révai-ház, Budapest, Üllői út 18.
- 1879: Gizella-malom, Budapest, Soroksári út 16. / Tinódi u. 1.[5] – felújítva lakóházként funkcionál
- 1882: Brogle gyár (később Graepel Hugó-féle Malomépítészeti, Gép- és Rostalemezgyár Rt.) üzemi épülete, Budapest, Kresz Géza u. 55. (1960-as években elbontották)[6]
- 1882: Brogle-ház, Budapest, Váci út 40.[7]
- 1883: Gutjahr és Müller Rt. gyárépületei, Budapest, Váci út 66. (lehet, hogy Pucher József volt a tervező)[8]
- 1883: Bulyovszky nyaraló, Budapest, Andrássy út 104.[9]
- 1884: lakóház, Budapest, Váci út 74. (helyére épült 1900-ban a Budapesti Elektromos Művek székháza)[10]
- 1886: Újpesti Jézus Szíve templom (Baross utcai templom), Budapest, Baross u. 70.[11]
- 1896: Szent Lajos templom, Lajosmizse, Szabadság tér 2.[12]

### Tervben maradt épületei
- 1880-as évek: az Egek Királynéja-templom tornya (végül ez is Kauser tervei alapján készült el)[13]
- 1885: ideiglenes toloncház, Budapest, Szent István körút 16. (lehet, hogy csak terv – 1898-tól Wellisch Alfréd nagy bérházat tervezett ide)[14]

### Kivitelezőként
- 1875–1881: Egek Királynéja-templom (torony nélkül), Budapest, Szent István tér 13. (tervezte: Kauser József)[15] – később az épület tornyát is Kauser tervezte (1888)[13]

### Átalakítások
- 1884: kisebb átalakítás a Gőzfűrész és padolatgyár üzemi épületén, Budapest, Szent István park 13-21. (elbontva)[16]
- 1884: a Királyi Serfőzőből megmaradt melléképület átalakítása, Budapest, Szent István körút 4. (1899-ben új bérház épült a telekre)[17]

## Képtár

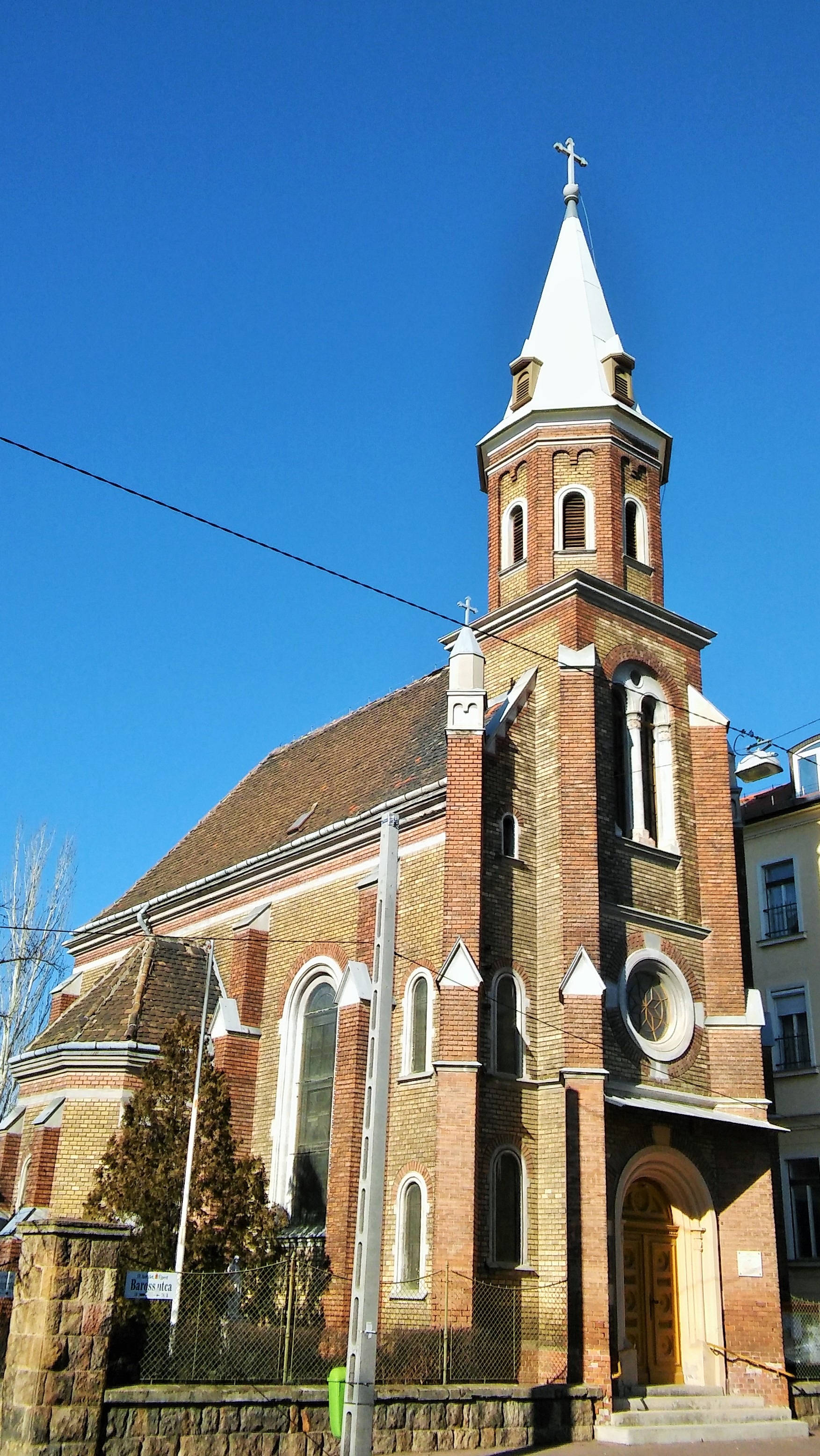
Jézus Szíve templom, Újpest
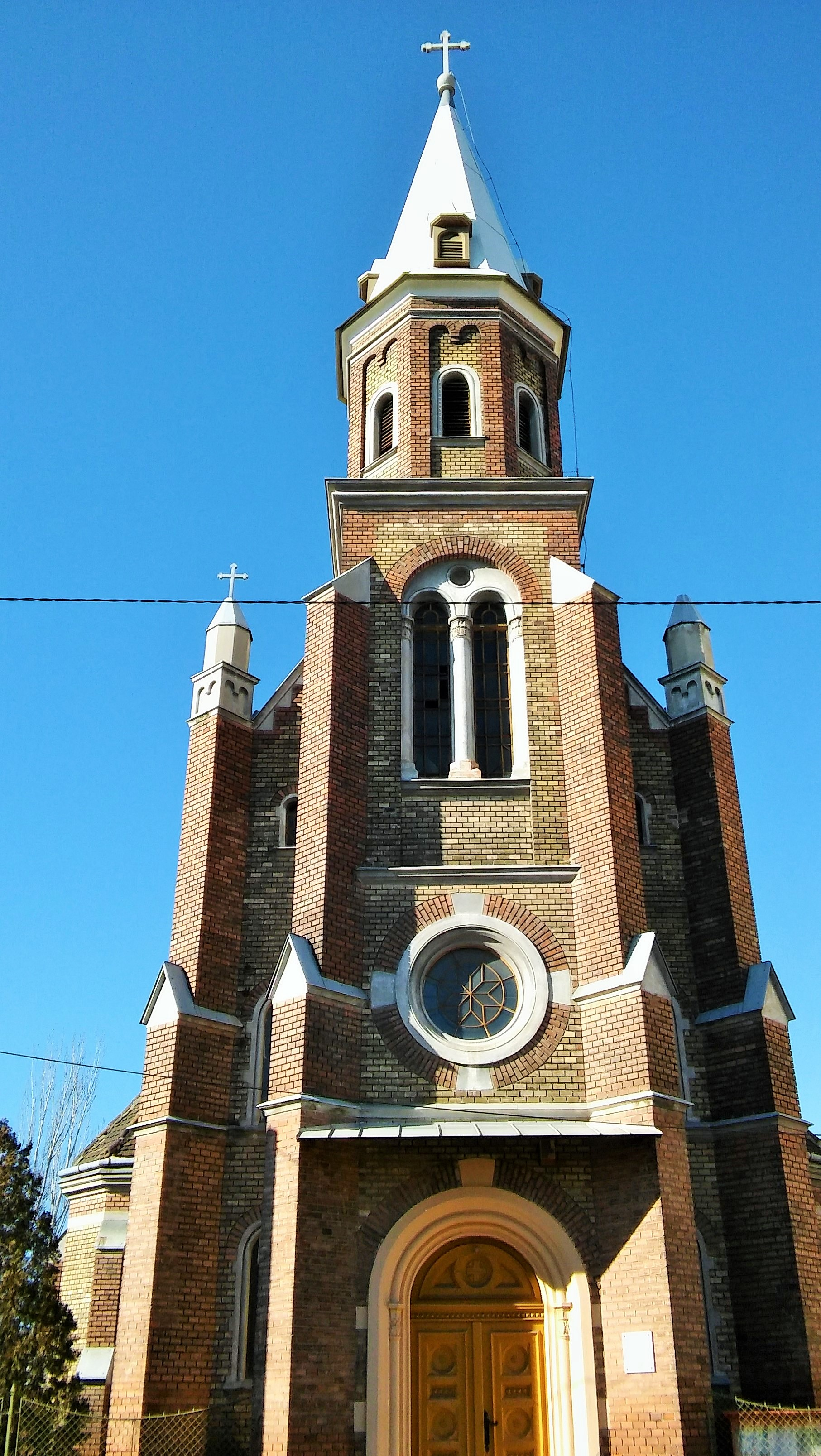
Jézus Szíve templom, Újpest (részlet)
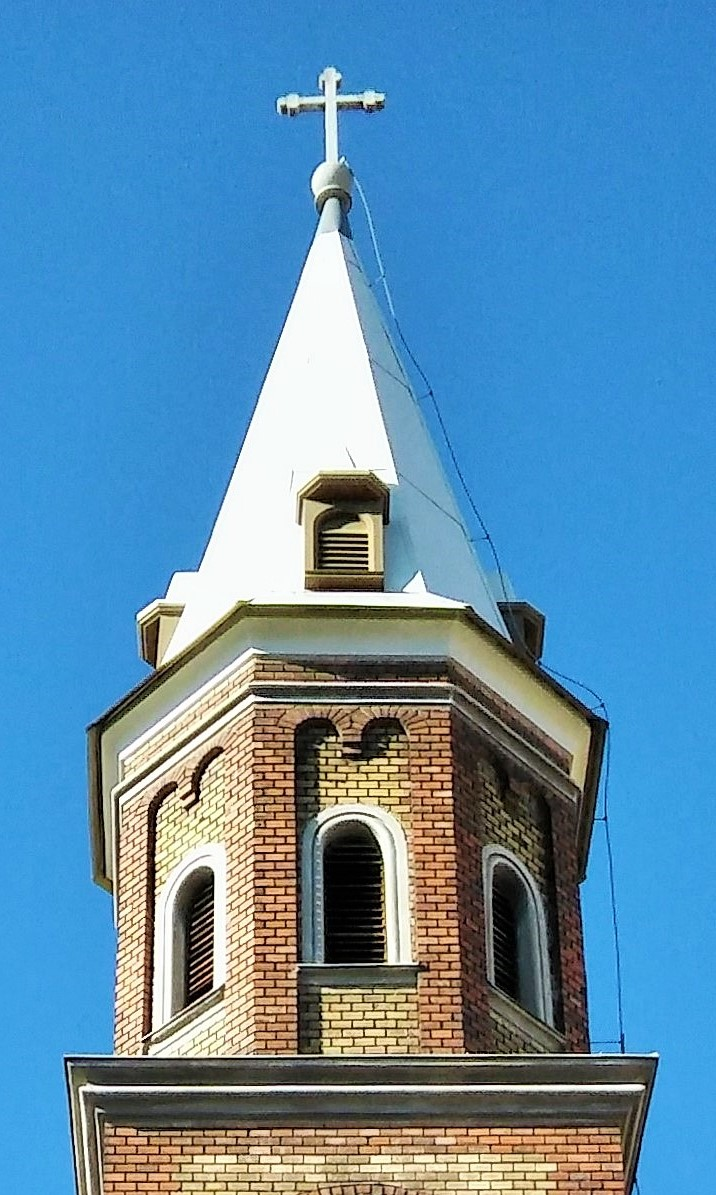
Jézus Szíve templom, Újpest (részlet)
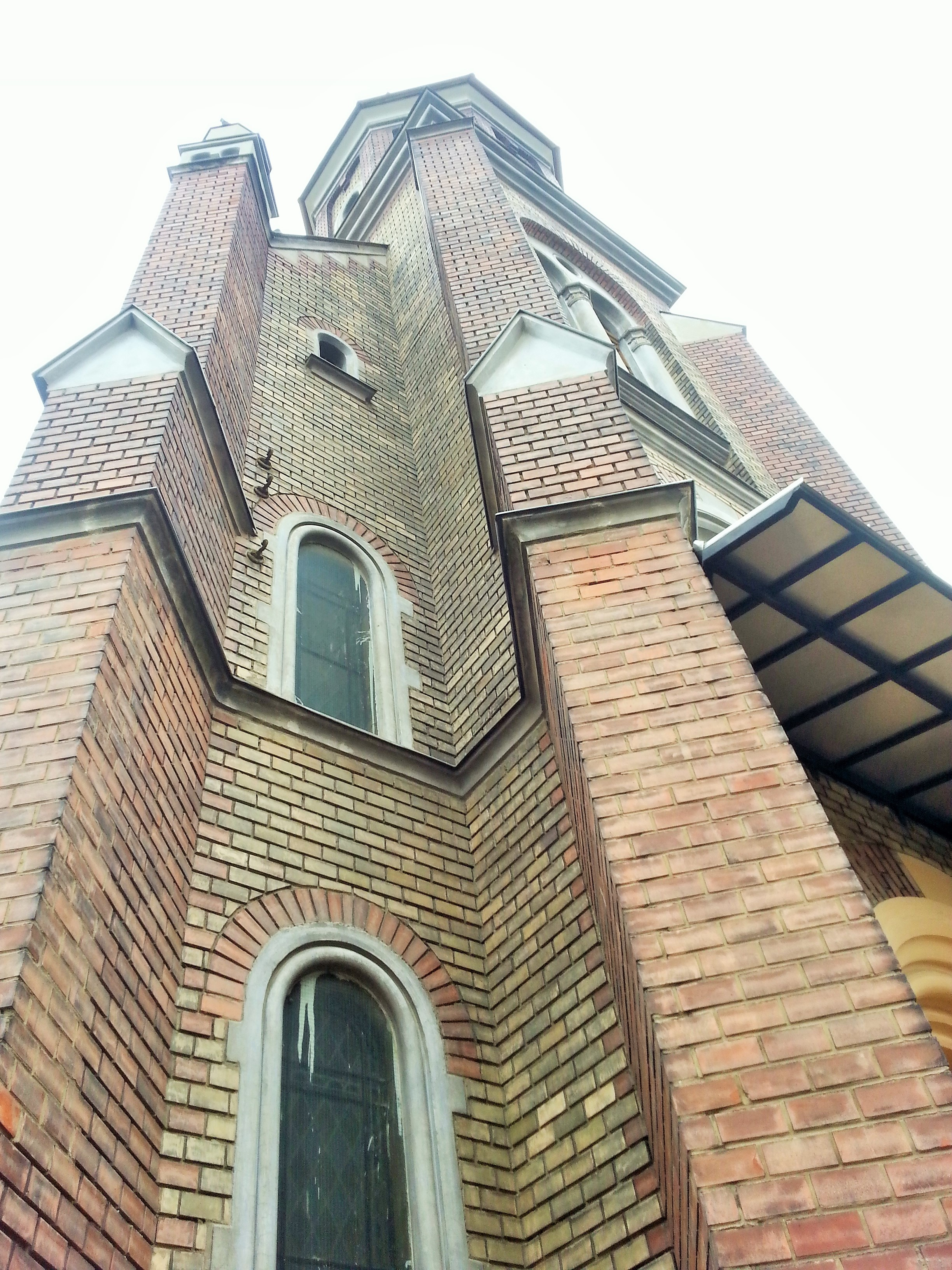
Jézus Szíve templom, Újpest (részlet)
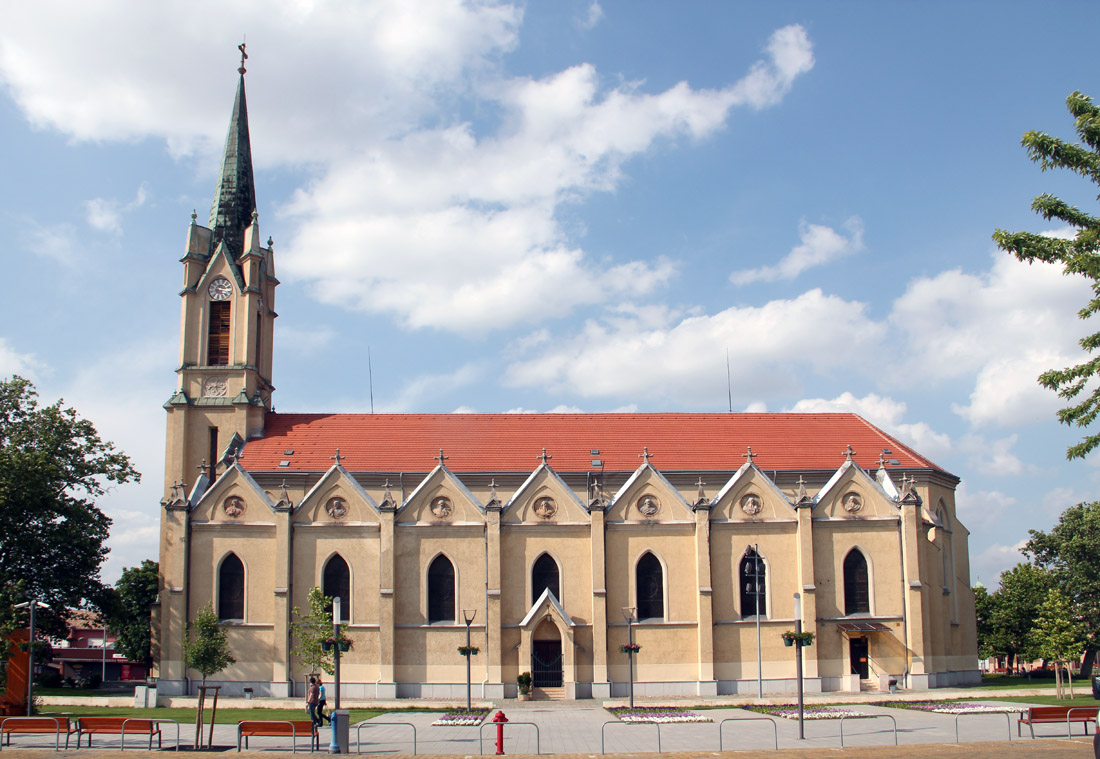
Egek Királynéja templom, Újpest (Bachmann csak kivitelező volt)
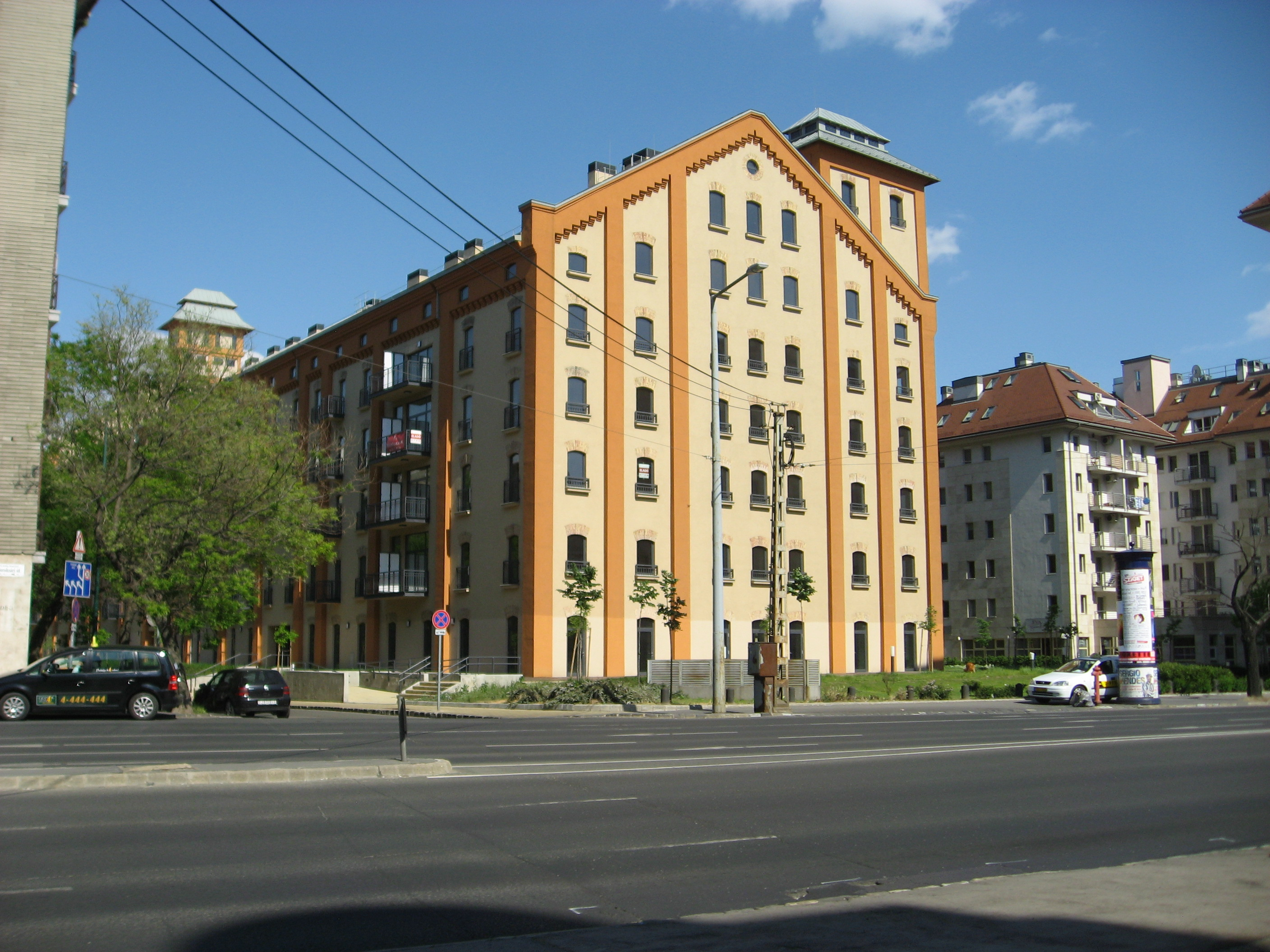
Gizella-malom, Budapest
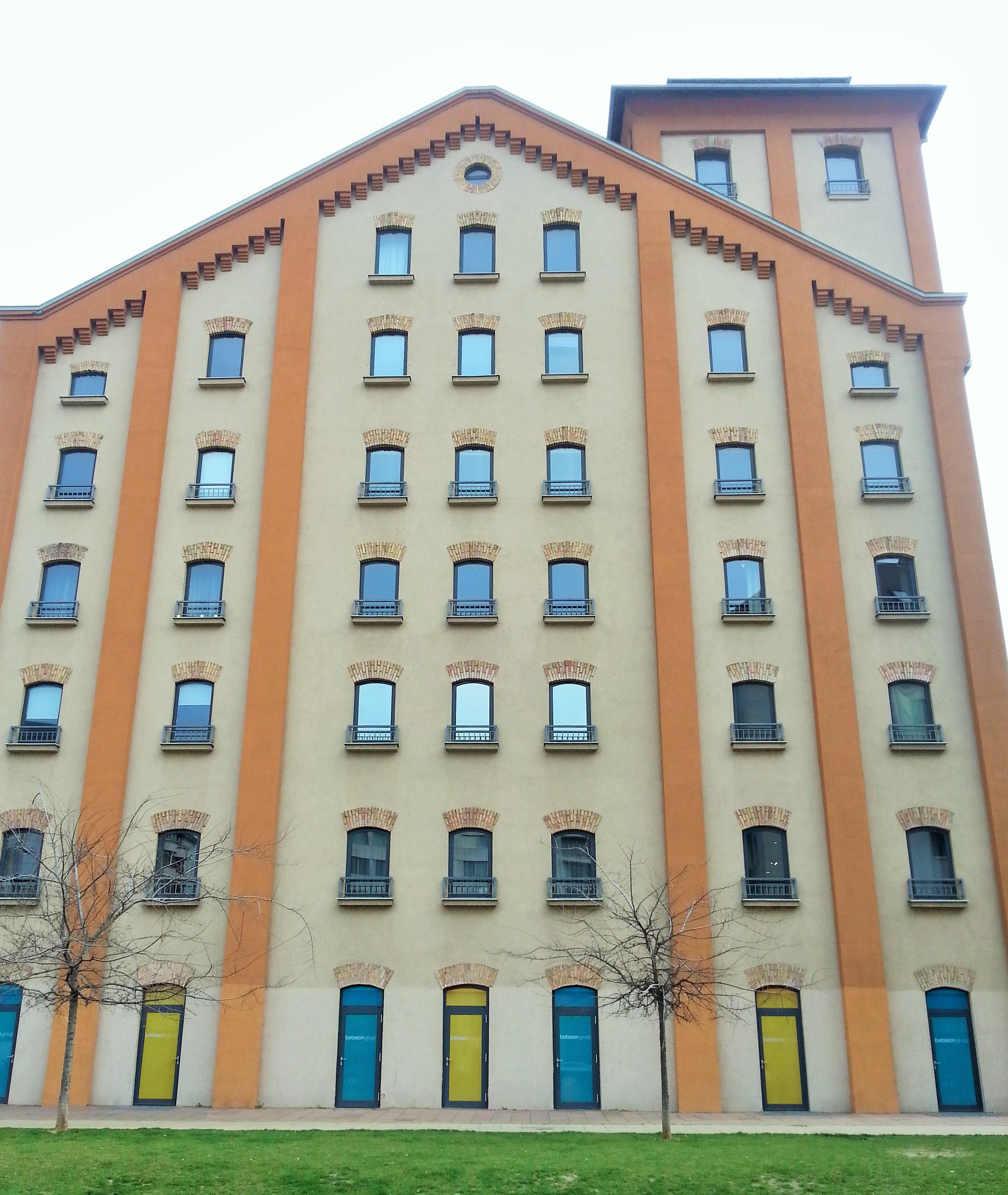
Gizella-malom, Budapest (részlet)
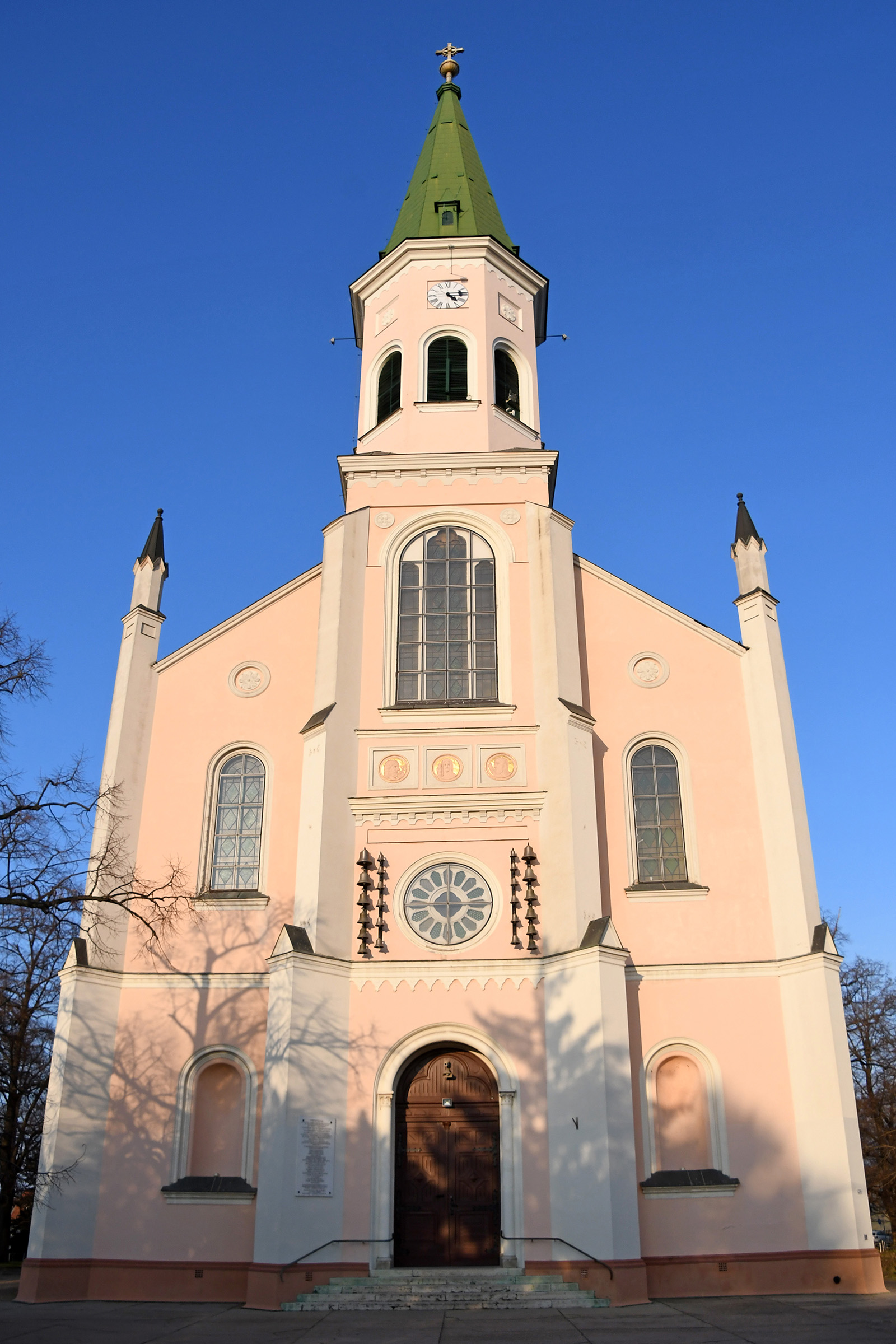
Szent Lajos templom, Lajosmizse
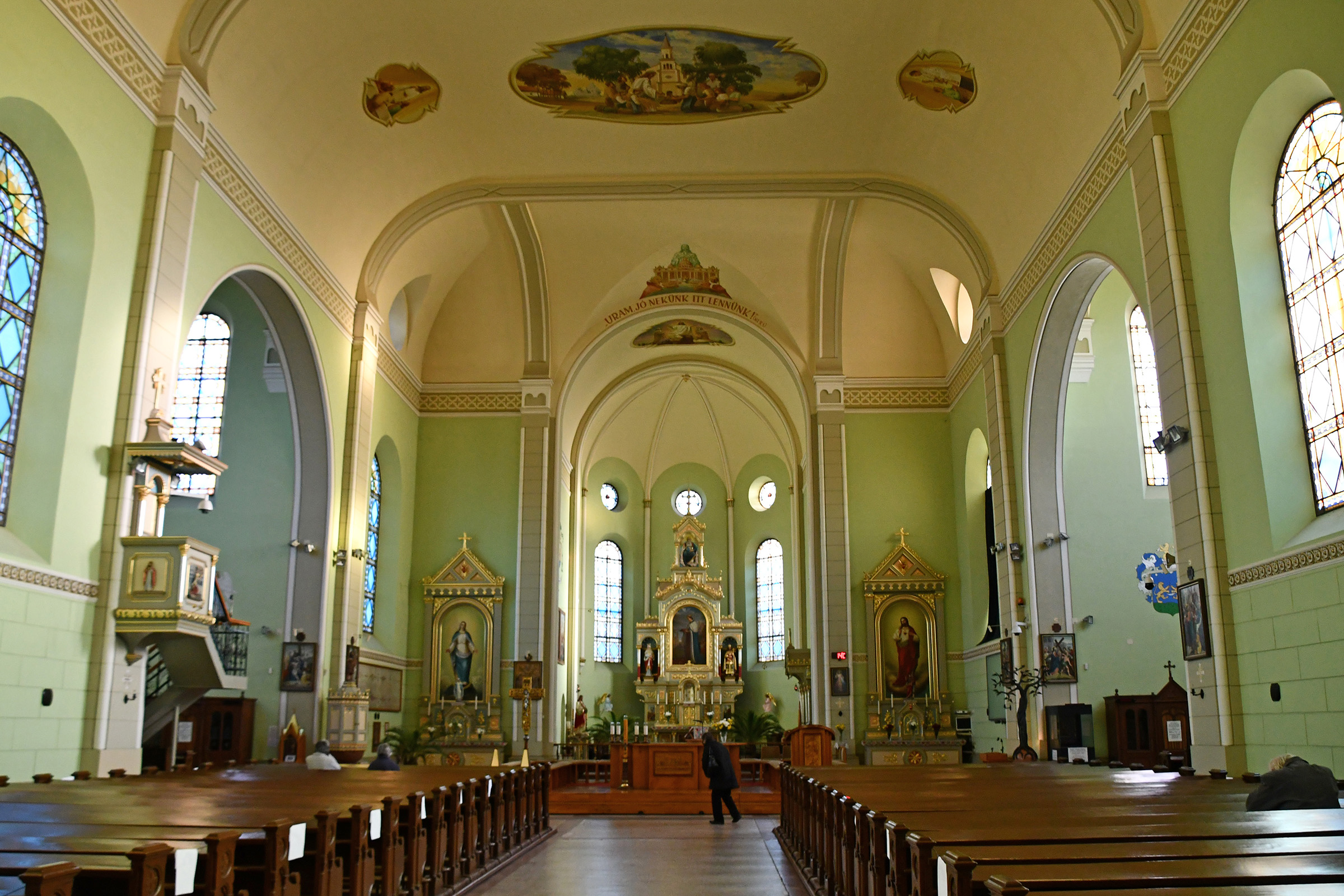
Szent Lajos templom, Lajosmizse (belső)
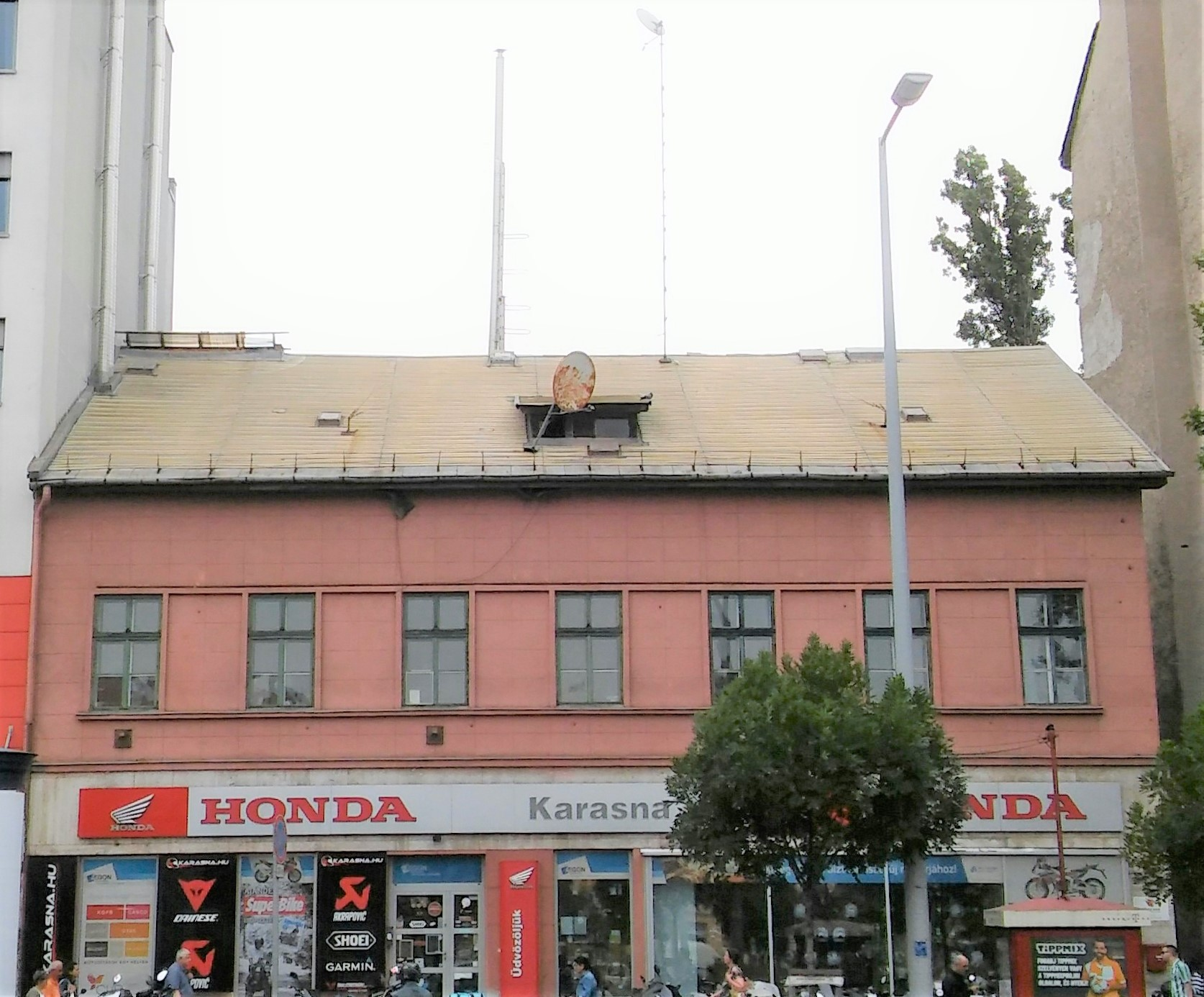
Brogle-ház, Budapest, Váci út 40.